# Centaur (розгінний блок)

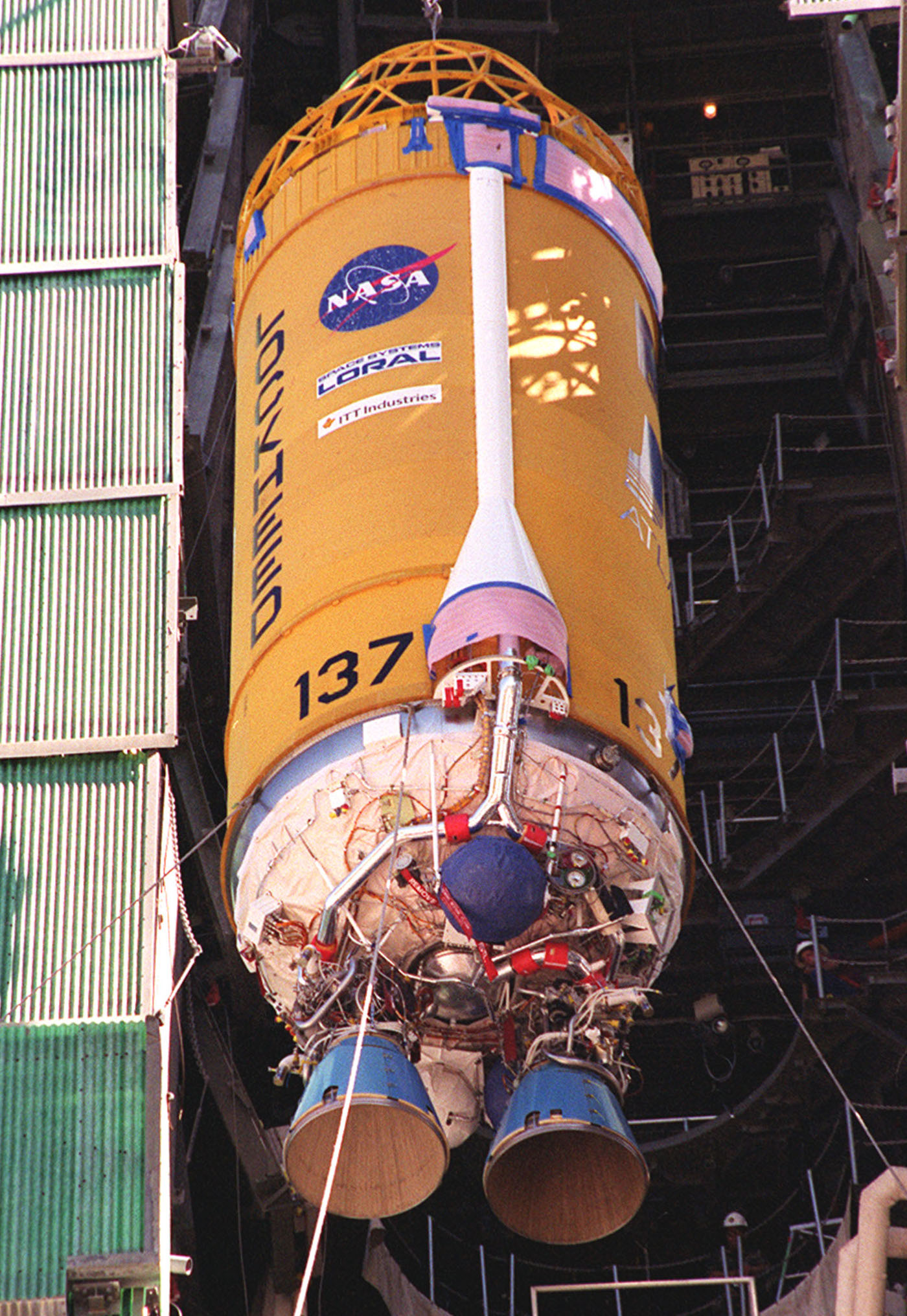
«Центавр-2A» — верхній ступінь ракети-носія «Атлас-2А»

Centaur, Центавр (розгінний блок) — американський верхній ступінь, створений для виведення супутників на геосинхронну орбіту, а також для розгону автоматичних міжпланетних станцій (АМС) до другої космічної швидкості. Залежно від модифікації ступеня використовуються різні моделі двигунів RL10, які працюють на рідкому кисні та рідкому водні.
Конструктивно «Центавр» є зменшеною версією ракети «Атлас», але стінки баків із нержавіючої сталі настільки тонкі, що структурна жорсткість забезпечується виключно тиском палива всередині. Щоб баки не зруйнувались до завантаження палива, вони зберігаються заповненими азотом під тиском.
Баки рідкого кисню і рідкого водню розділені шаром скловолоконних чарунок товщиною 6,4 мм. Надзвичайно низька температура рідкого водню створює вакуум всередині шару скловолокна, надаючи перетинці низьку теплопровідність, тим самим запобігаючи передачі тепла від відносно теплого рідкого кисню до надзвичайно холодного водню. Розгінний блок використовує один або два двигуни РЛ10 англ. RL10 (варіанти SEC і DEC відповідно).
Розгінний блок досі використовується. З 9 травня 1962 року до 4 травня 2012 року здійснено 201 запуск.

## Історія
Розробка почалась 1956 року в дослідницькому центрі Льюіса, нині дослідницький центр Гленна, але посувалась повільно, перший випробувальний політ 9 травня 1962 року був невдалим. Наприкінці 1950-х — на початку 1960-х запропоновано використовувати Центавр як останній ступінь для ракет-носіїв «Сатурн-1», «Сатурн-1Б» і «Сатурн V» з позначенням S-V («Сатурн V») відповідно до нумерації інших ступенів ракет-носіїв «Сатурн». Однак перший успішний політ Центавра відбувся після 1965 року, до того часу НАСА замінило Центавр значно більшим останнім ступенем для «Сатурна».
З 1966 до 1989 року «Центавр-Д» використовувався як останній ступінь ракети «Атлас». З 63 запусків 55 були успішними.
З 1974 до 1977 року «Центавр-Д-1Т» використовувався як третій ступінь ракети-носія «Титан-3Е», шість із семи запусків були успішними. Ця модифікація використовувалась для запуску АМС «Вікінг-1», «Вікінг-2», «Вояджер-1», «Вояджер-2», «Геліос-1» і «Геліос-2».
Важливі зміни відбулись на початку 1980-х: у системі орієнтації замість перекису водню стали використовувати гідразин. Насоси для подачі пероксиду вилучили і подача палива у двигун стала здійснюватись тиском речовини в балоні — це значно спростило систему, водночас підвищивши її надійність.
Нова версія під назвою «Центавр-Джі» (англ. Centaur-G) розроблялась для використання зі спейс-шаттлами. Розмір блоку змінили для розміщення у вантажному відсіку човника — діаметр водневого бака збільшили до 4,2 м, залишивши діаметр кисневого бака 3 м. Перший запуск нової модифікації планувався з борту шаттла для запуску АМС «Галілео» до Юпітера.
Для перевезення «Центавра» у вантажному відсіку човника необхідно було використовувати надзвичайно складну бортову систему підтримки — Об'єднану систему підтримки Центавра (англ. Centaur Integrated Support System). Крім контролю за тиском палива всередині «Центавра» в польоті, система повинна була мати можливість швидко знизити тиск палива у випадку дострокової посадки човника для безпечнішої посадки. Після вибуху «Челленджера» НАСА вирішило, що розміщення «Центавра» на борту човника є занадто ризикованим.
Рішення припинити програму «Шатл/Центавр» (англ. Shuttle/Centaur) підтримували американські повітряні сили, оскільки новостворена ракета «Титан-4» версій 401A/Б використовувала «Центавр-Т» із водневим баком діаметром 4,2 м як останній ступінь ракети-носія. Ця ракета-носій могла запустити вантаж, первісно розроблений для системи «Шатл/Центавр». З 1994 по 1998 роки здійснено дев'ять запусків ракет-носіїв версії «Титан 401A», з «Центавр-Т». З 1997 по 2003 роки здійснено сім запусків ракет-носіїв версії «Титан 401Б», з «Центавр-Т» (включно з одним невдалим запуском). Останній запуск «Титан-Центавр» здійснено 2003 року.
Для запуску з ракетою-носієм «Атлас-3» змінено конфігурацію «Центавра» — замість двох двигунів РЛ-10 встановлено один, але залишено можливість встановлення двох, якщо це потрібно для запуску. Для більшості запусків цілком достатньо одного двигуна, також це підвищило надійність.